# Oorlogia
Oorlogia là một chi bọ cánh cứng trong họ Chrysomelidae.
Chi này được miêu tả khoa học năm 1978 bởi Silfverberg.

## Các loài
Chi này gồm các loài:
- Oorlogia nigriceps Silfverberg, 1978